# Emily Armi
Emily Armi (Montevarchi, 1º luglio 1993) è una ginnasta italiana, specializzata nel corpo Libero e vincitrice di una medaglia d'argento e di una di bronzo ai Giochi del Mediterraneo del 2009.
Ha partecipato a due Campionati Mondiali e due Campionati Europei con la squadra italiana.

## Carriera sportiva
Ha iniziato a praticare ginnastica artistica a 3 anni, seguendo le orme della sorella Fanny; ad 8 anni è passata al settore agonistico, vincendo vari titoli regionali.
Nel 2003, a 10 anni, si è trasferita con la famiglia a Milano, per cercare migliori opportunità sportive.
Nel 2004 è entrata a far parte della nazionale juniores; i primi incontri internazionali sono le amichevoli Italia-Ungheria ed Italia-Cina.
Inizialmente partecipa al campionato di serie A2 in prestito alla Gal Gym Team, poi passa alla squadra madre, la GAL Lissone in serie A1.

### 2009: i successi internazionali
Partecipa ai Campionati Europei di Milano 2009, classificandosi per la finale dell'AA ma dovendo abbandonare per caduta dalle parallele asimmetriche. Lo stesso anno partecipa poi ai Mondiali di Londra 2009 con buoni risultati, sufficienti a considerarla tra le promettenti.
Ai XVI Giochi del Mediterraneo, a Pescara, si classifica al secondo posto con la squadra, e terza nella finale al corpo libero; ai Mondiali di Tokyo 2011, con la squadra nazionale, si classifica al nono posto.

### Gli infortuni

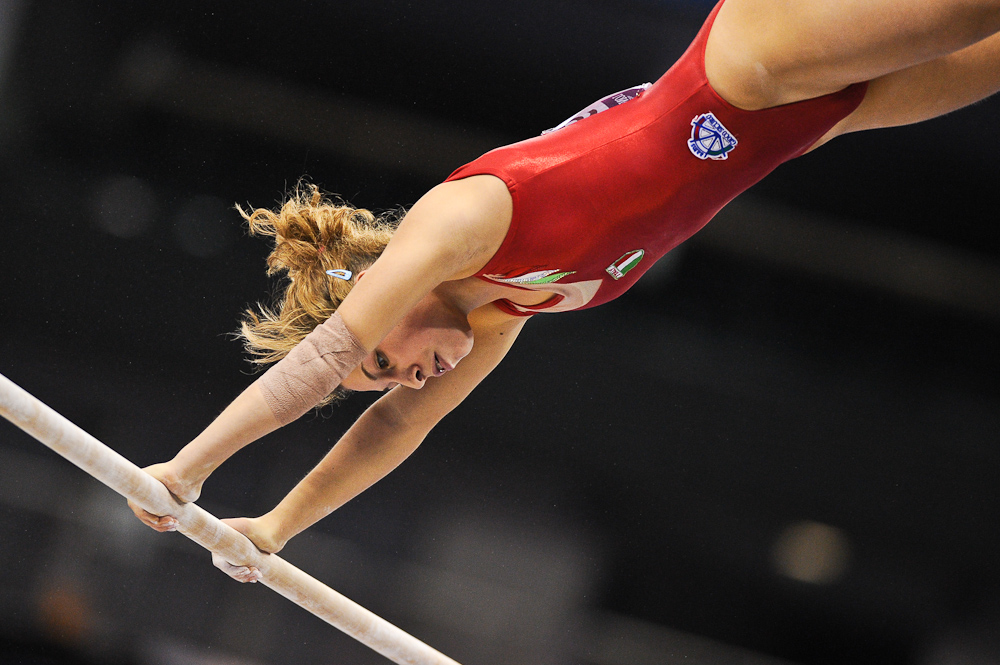
Emily Armi (ITA) alle parallele

Nel 2010 comincia una serie di infortuni per la Armi: in piena forma fisica, si infortuna al ginocchio durante la prova podio degli Europei di Birmingham 2010, dovendo rinunciare quindi anche al Mondiale a Rotterdam.
Nel 2011 si fanno rilevanti i problemi alla schiena: dopo aver partecipato ai mondiali di Tokyo 2011, validi per la qualificazione alle Olimpiadi di Londra 2012, è costretta a fermarsi a causa di due principi di ernia del disco che le danno dolori cervicali e alla spalla, rinunciando quindi al Test Event pre-olimpico di Londra 2012 tenutosi a gennaio 2012.
A causa di questi problemi, tra 2012 e 2013 è costretta ad abbandonare la ginnastica di alto livello, cominciando un percorso di riabilitazione dalle ernie, che hanno raggiunto il numero di quattro.

### 2014: Promozione in A2
Dopo una stop forzato di un anno e mezzo, le viene data l'idoneità sportiva; la Armi si sposta alla società Robur et Virtus di Villasanta, con Serena Licchetta.
Il 4 maggio 2014 gareggia in serie B, come capitana della squadra della Robur et Virtus; con il punteggio complessivo di 54,150 (14,400 al volteggio, 12,450 alle parallele, 13,550 alla trave, 13,750 al corpo libero), guida la sua squadra sul gradino più alto del podio, conquistando così la promozione in serie A2.

### 2016: Il ritorno alle competizioni
Dopo un periodo di pausa dal campo gara, annuncia ufficialmente il suo ritorno alle competizioni alternandosi come atleta e tecnico per la società Ginnastica Salerno.
2017
Nel novembre 2017 gareggia in serie B1 con la Ginnastica Salerno ed insieme alla sua vecchia compagna di allenamenti Francesca Deagostini, ottenendo la promozione in serie B nazionale.

## Carriera da tecnico
In concomitanza con le competizioni la Armi ha intrapreso la carriera da Tecnico. Attualmente a Salerno, presso la società ASD Ginnastica Salerno, è responsabile tecnico del settore Agonistico femminile, dove si occupa di formare le nuove leve della Ginnastica Artistica. 
Inoltre, attraverso un circuito di Stage e programmi di Supervisione tecnica, nelle società e palestre italiane ha intrapreso un percorso volto alla formazione e alla promozione sportiva.

## Televisione e spettacolo
Ha partecipato alla seconda stagione del programma televisivo Ginnaste - Vite parallele trasmesso da Mtv nel quale viene evidenziata la sua forte amicizia con la compagna d'allenamenti Serena Licchetta e la sua passione per la moda.
Nel 2013 partecipa al video della canzone Il mondo è qui dei We Are Presidents, nuova band capitanata da Francesco Facchinetti.